# Knuts Skujenieks

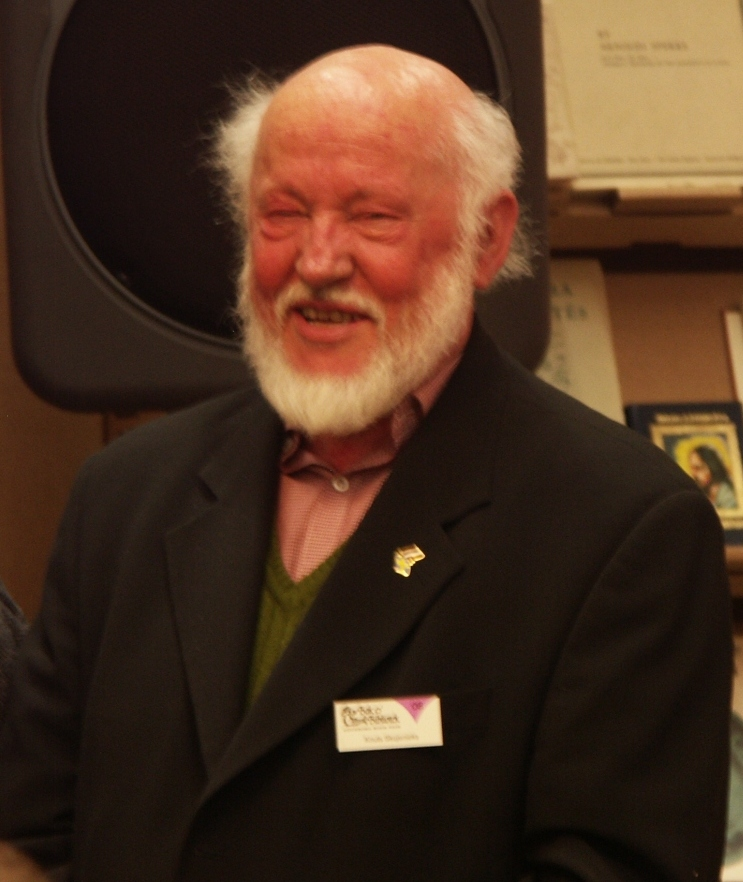
Skujenieks in Göteborg, Schweden 2008

Knuts Skujenieks (* 5. September 1936 in Riga; † 25. Juli 2022) war ein lettischer Dichter, Journalist und Übersetzer aus zahlreichen europäischen Sprachen.

## Leben
Seine Kindheit verbrachte Skujenieks in Bauska im südlettischen Semgallen. Später studierte er an der Universität Lettlands in Riga und am Maxim-Gorki-Institut in Moskau.
1962 wurde er wegen „antisowjetischer Propaganda“ verurteilt und musste sieben Jahre in einem Straflager in Mordwinien verbringen; seinen ersten Gedichtband konnte er erst 1978 herausgeben. Am 6. Juni 1989 wurde er rehabilitiert.
1998 teilte er sich mit Vizma Belševica den in diesem Jahr erstmals verliehenen Tomas-Tranströmer-Preis.